# Ave Lola
Fundada em 2010, a Ave Lola é uma trupe de teatro nascida e sediada na cidade de Curitiba. Teve sua primeira obra proposta por Cristine Conde, em 2012,  que convidou a diretora Ana Rosa Tezza para dirigir o primeiro espetáculo “O Malefício da Mariposa", texto de Federico Garcia Lorca. A montagem foi premiada em mais de oito categorias do Prêmio Gralha Azul, prêmio mais importante do teatro do Paraná e realizou uma circulação nacional em 24 estados a convite do SESC .
Durante esses anos, a Trupe montou ao todo 5 espetáculos, atingindo um público de aproximadamente 45 mil pessoas em apresentações nacionais e internacionais .
A trupe constitui o cenário teatral da cidade de Curitiba com suas ações  , como formação de plateia, utilização do sistema de pagamento pague o quanto vale, além da realização de espetáculos, oficinas, ações multi artísticas, exposições, bate papos, lançamentos de livros, palestras e filmes.

## A Casa
Em 2010, a Dra Marly Genari decidiu alugar uma casa no bairro São Francisco, na cidade de Curitiba, com intuito de elaborar as suas peças de cerâmica. Esse mesmo lugar tornou-se a primeira sede do Teatro Ave Lola, liderado por Ana Rosa Genari Tezza,filha de Marly Genari. Aos poucos, a residência se transformou em um pequeno teatro com jardim com capacidade de apenas 37 pessoas.
Em 2011, a Ave Lola abriu a casa para oficinas de teatro e residências na busca dar início a uma pesquisa de linguagem voltada para o teatro popular, valorizando a fisicalidade e a teatralidade na cena. No ano de 2016, a sede da trupe migrou para uma casa no centro da cidade de Curitiba, onde abriga nos dias de hoje o teatro da trupe.

## A Tenda
No ano de 2021, devido a pandemia, a Trupe decidiu construir uma tenda teatral no bairro Bacacheri, na cidade de Curitiba. Com um palco e plateia em seu interior, a tenda  recebeu temporadas de espetáculos da própria trupe e espetáculos internacionais como “Solo for Two”, da companhia dinamarquesa Teatergruppen Batida e  o espetáculo “Frankenstein”, do grupo chileno Viajeinmóvil, com direção de Jaime Lorca.
Por ser uma realização capaz de receber as pessoas de forma segura durante um momento pandêmico, o conceito da Tenda Ave Lola foi selecionada para integrar a Quadrienal de Praga- espaços da cena e performance. 

## Espetáculos
| Espetáculos da Trupe | Espetáculos da Trupe              |
| -------------------- | --------------------------------- |
| Ano                  | Obra                              |
| 2012                 | O Maleficio da Mariposa           |
| 2013                 | Tchekhov                          |
| 2016                 | Nuon                              |
| 2019                 | Manaós - Uma Saga de Luz e Sombra |
| 2021                 | O Cão Vadio                       |
| 2022                 | O Vira-Lata                       |

## Prêmios
| Peça                                                        | Prêmio             | Indicado | Venceu                                                                                                |
| ----------------------------------------------------------- | ------------------ | -------- | --- |
| Manaós - uma saga de luz e sombra (2019)[carece de fontes?] | Troféu Gralha Azul | N/A      | Melhor direção Melhor sonoplastia Melhor iluminação Melho cenário Melhor figurino                     |
| Nuon (2016)                                                 | Troféu Gralha Azul | N/A      | Melhor Iluminação Melhor Figurino Melhor Sonoplastia Melhor Ator Coadjuvante Melhor Atriz Coadjuvante |
| Tchekhov (2014)[carece de fontes?]                          | Troféu Gralha Azul | N/A      | Melhor Espetáculo Melhor Direção Melhor Texto Original Melhor Figurino Melhor Iluminação              |
| O Malefício da Mariposa (2012)                              | Troféu Gralha Azul | N/A      | Melhor espetáculo                                                                                     |

A peça Nuon, de 2016, também foi indicada à melhor Figurino e Iluminação na 31ª Edição do Prêmio Shell de Teatro,[carece de fontes?] melhor Figurino no Prêmio Cesgranrio de Teatro,[carece de fontes?] e ao Teatro e Botequim Cultural de Teatro nas categorias melhor iluminação e figurino.[carece de fontes?] Já a montagem do espetáculo Tchekhov foi vencedor do Prêmio Myriam Muniz de Teatro.[carece de fontes?]